# Barberino di Mugello
Barberino di Mugello – miejscowość i gmina we Włoszech, w regionie Toskania, w prowincji Florencja.
Według danych na rok 2004 gminę zamieszkiwało 9515 osób, 71,5 os./km².